# Здание Книжной Палаты (Ереван)
Здание Книжной Палаты (Дворец книги) — культурно-исторический памятник в административном районе Кентрон города Еревана. Часть здания по улице Теряна включена в список памятников истории и культуры административного района Кентрон. Этот комплекс был спроектирован, чтобы служить главным управлением полиграфической промышленности АрмССР.

## История
В 1935 году на объявленный тендер на строительство здания Дворца Книги или Прессы в Ереване были представлены два проекта архитекторов Микаела Мазманяна и Ованеса Маргаряна и архитектора Семена Пенна. Здание дворца было спроектировано в 1935 году архитекторами Микаэлом Мазманяном и Ованесом Маргаряном. Здание расположено между улицами Теряна, Корюна, Кочара, Исаакяна. Строительство здания началось в 1936 году. В 1940 году была завершена часть со стороны улицы Теряна, которая начинается с колоннады со стороны улицы Кирова (ныне ул.Корюна). Часть, расположенная на улице Исаакяна, была построена в 1960 году по проекту Микаэла Мазманяна, Ованеса Маргаряна и Сергея Нерсисяна.

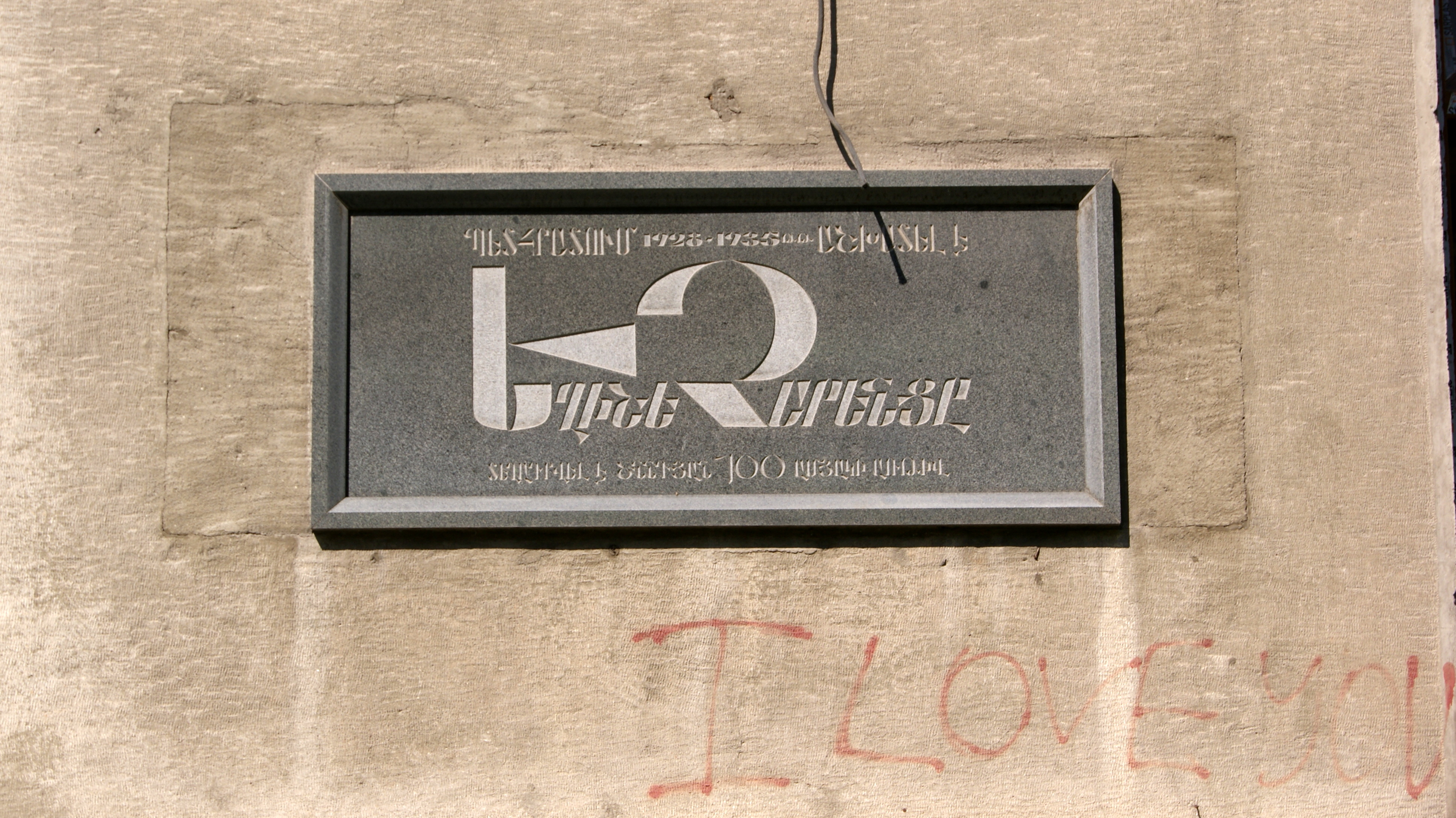
Табличка, установленная по случаю 100-летия со дня рождения Егише Чаренца

Центральный вход в здание планировался со стороны улицы Кирова, с парадной колоннадой и соединял бы через двор различные учреждения комплекса. Однако по первоначальному проекту была построена только часть здания по улице Теряна.

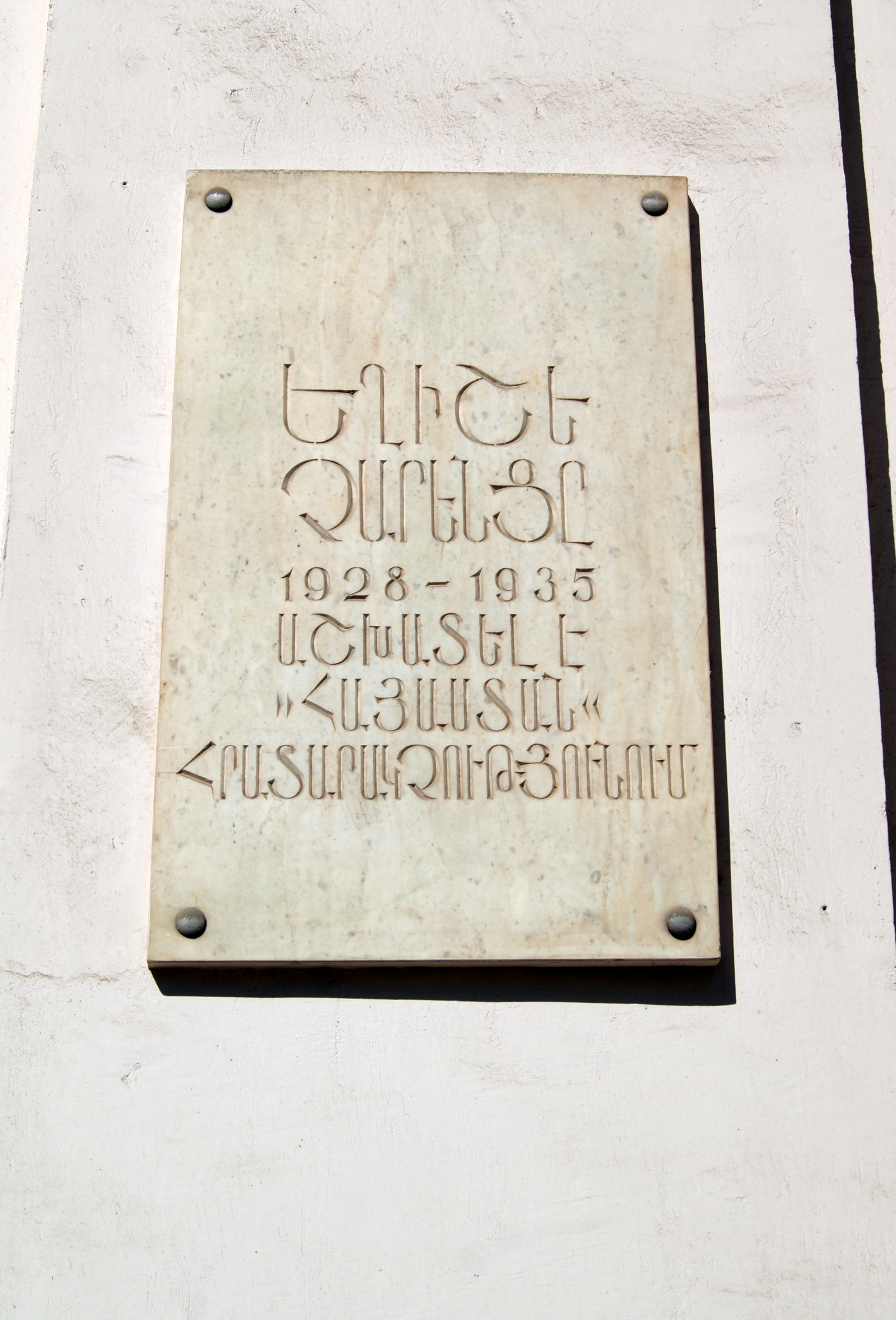
В 1929-1935 годах Егише Чаренц работал в расположенном в здании издательстве «Айастан».
Типография была создана 1 декабря 1948 года под названием «Дом книги» (арм.«Գրքերի տուն»). В 1950 году он был переименован в «Полиграф-комбинат», в 1967 году снова переименован в «Полиграф-комбинат имени Акопа Мегапарта». Сейчас типография называется Закрытое акционерное общество «Типография Акоп Мегапарт».
На месте ресторана «Пандок Ереван» в здании ранее располагалась полиграфическая фабрика, где были отпечатаны, в частности, все 13 томов «Армянской советской энциклопедии», книги, брошюры и другая полиграфическая продукция.
На участке, спускающемся к улице Исаакяна, где сейчас находится Совет гражданской службы Армении, располагался Государственный комитет издательств, полиграфии и книжной торговли Армянской ССР (арм.«Հրատպետկոմ»), ранее называвшийся «Комитет по печати». В 1966 году в четырехэтажном здании по улице Исаакяна, 28 располагался райком Коммунистической партии Армении (КПА) Мясникянского района (центрального района города Еревана). На втором и третьем этажах здания располагался партийный областной комитет, на третьем этаже также находился комитет комсомола, на четвертом этаже — Арменпресс, Армянское государственное информационное агентство при Совете Министров Армянской ССР, которое также имело несколько комнат на 3 этаже. На первом этаже располагалось Министерство плодоовощного хозяйства Армянской ССР (в 1985 году оно было объединено с Госагропромом («Պետագրոարդ»), затем сюда переехало издательство «Айастан». В подвале здания находилось издательство ЦК КПА, газетная типография. Перед зданием, со стороны улицы Исакяна, установлен памятник Акопу Мегапарту .
Посреди бассейна в дворике сооружения была установлена скульптура Ерванда Кочара «Аллегория» (Рабочий и колхозник). Двор здания был открыт, и люди могли видеть статую. Позже высотное здание закрыло вид.
14 марта 2017 года по инициативе Министерства культуры РА памятник рабочему и колхознику Ерванда Кочара был перенесен со двора двора Книжной Палаты на улицу Геворга Кочара, Московский парк рядом с Драматическим театром . Перед переносом был укреплен фундамент статуи, отремонтированы поврежденные части и установлен новый базальтовый постамент.

## Галерея

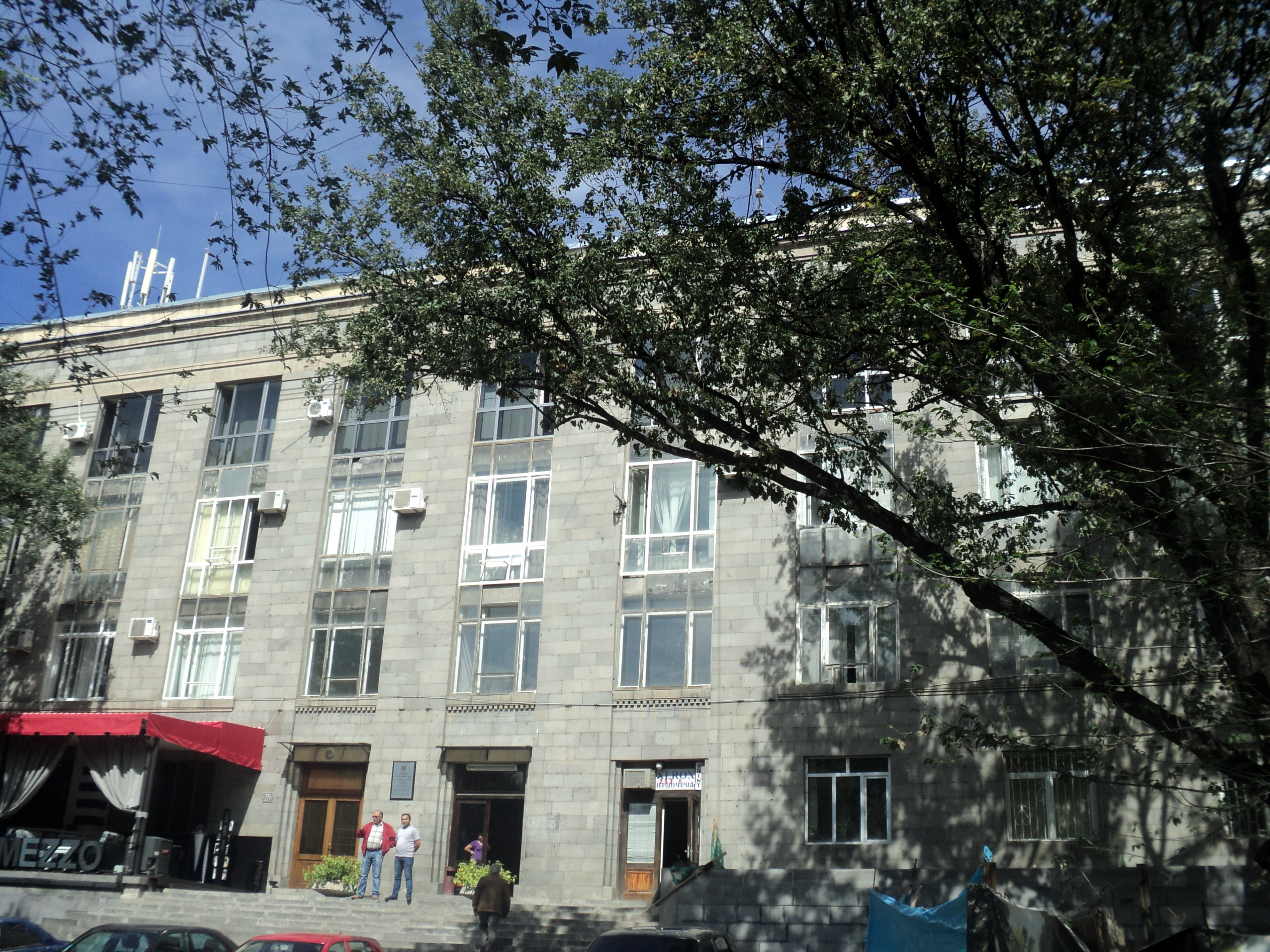
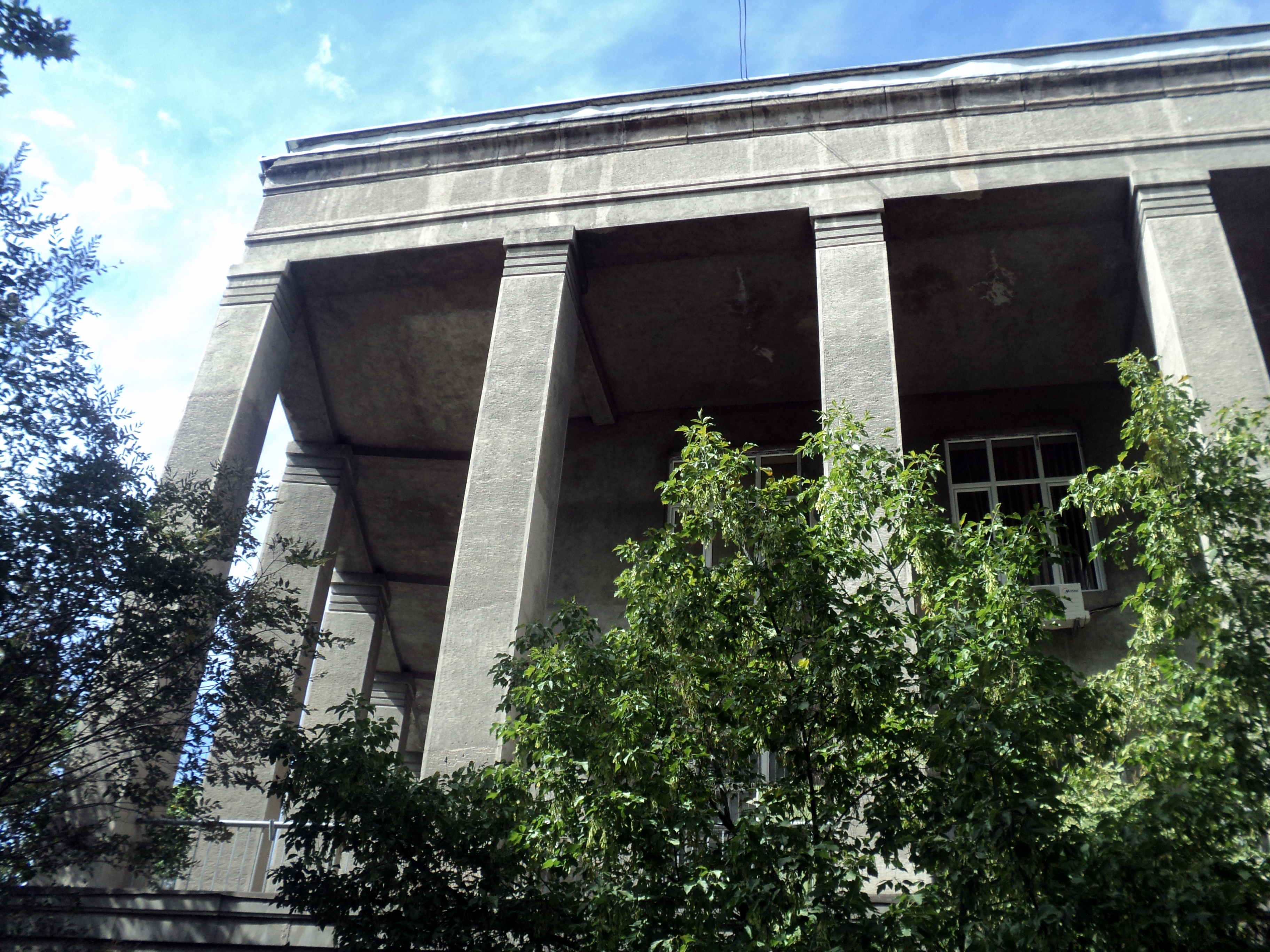
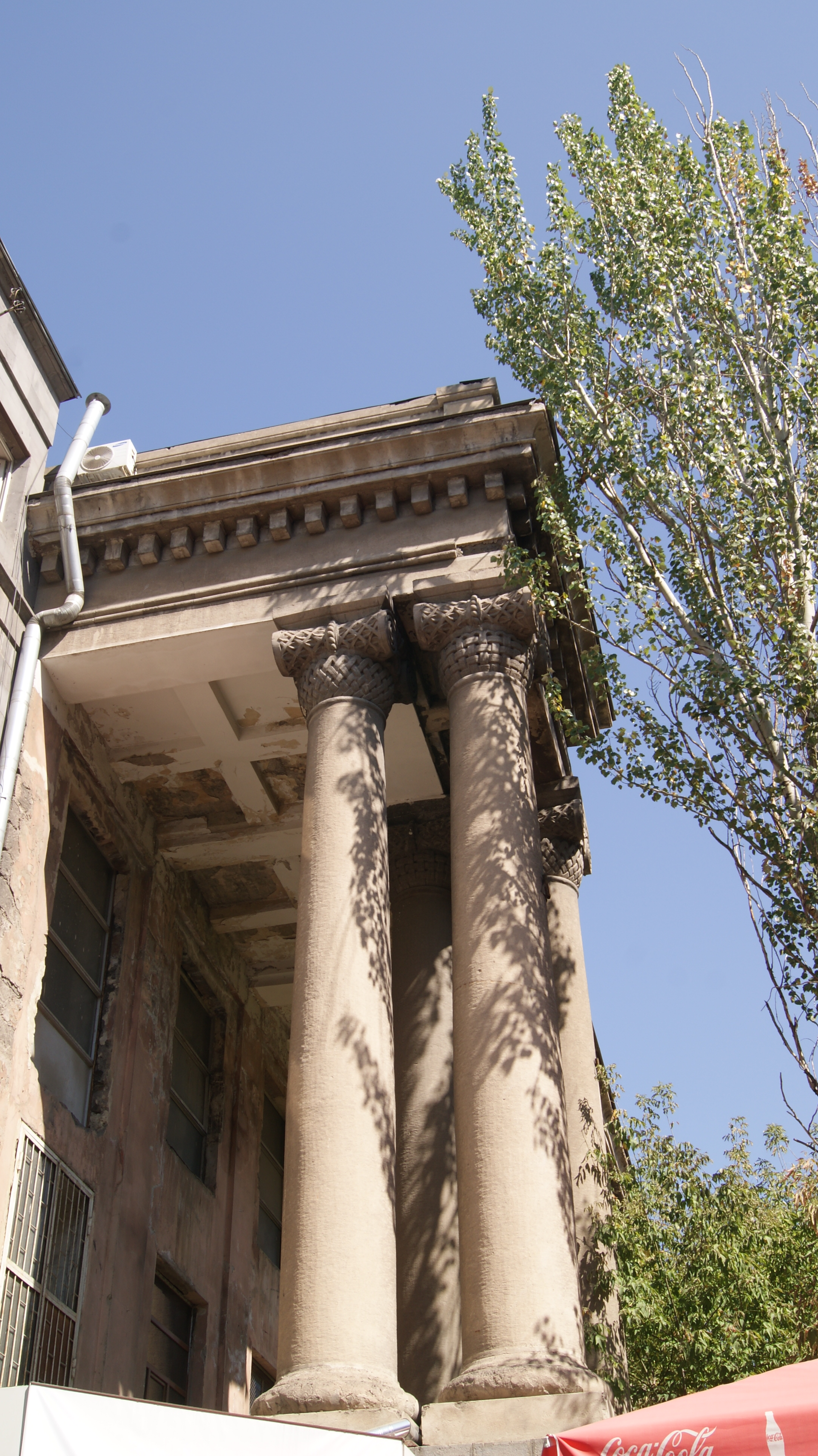
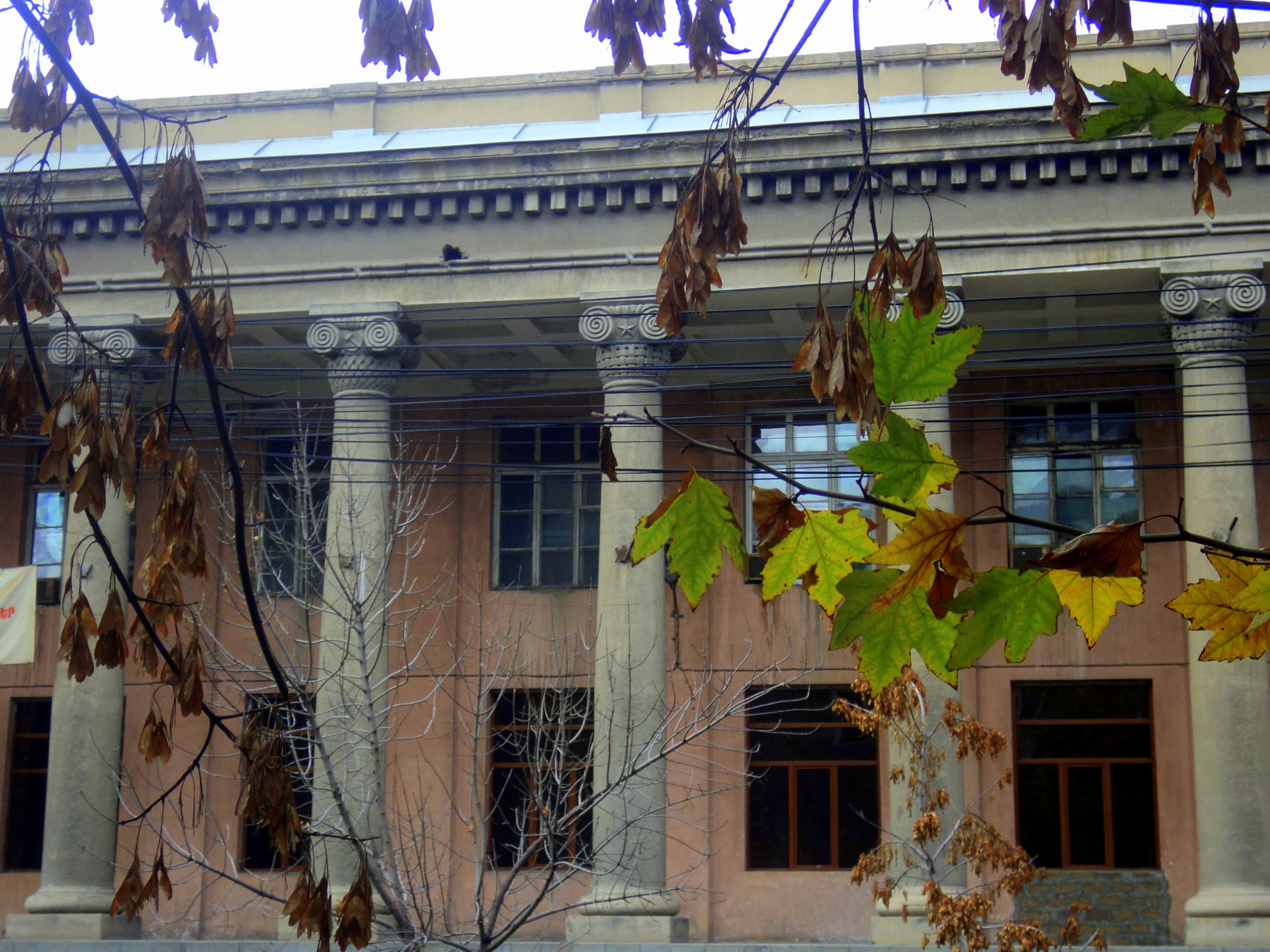
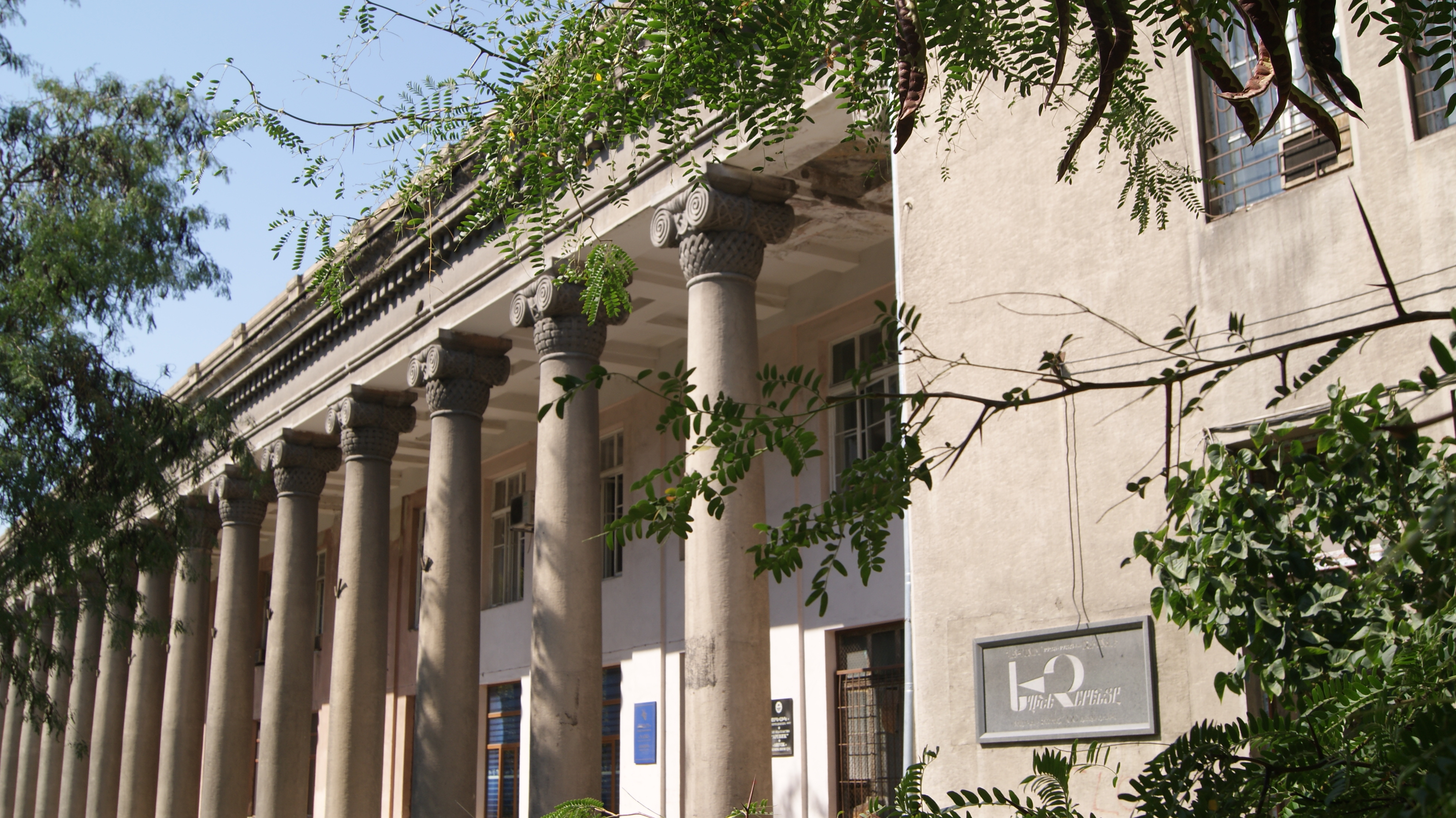
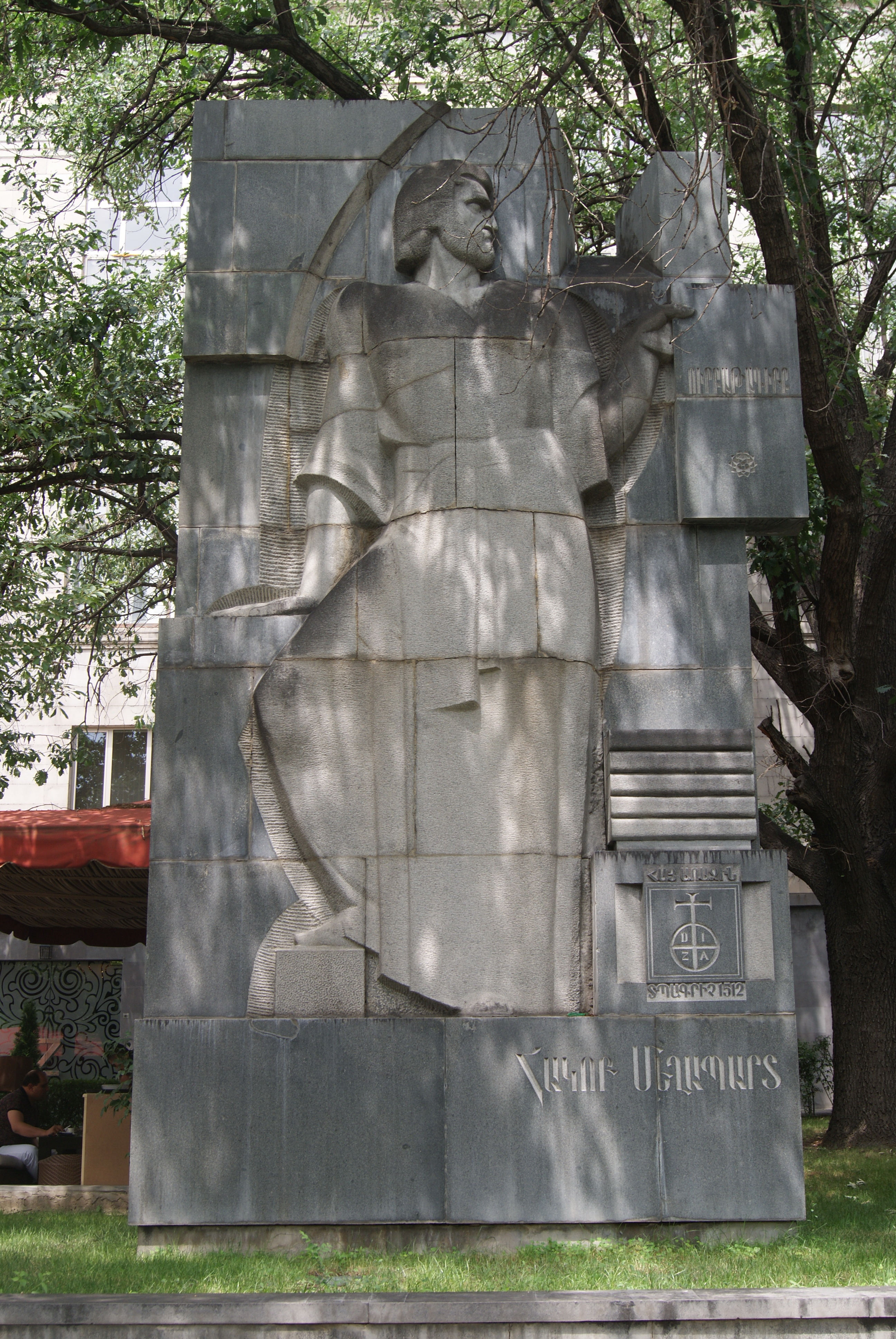
Памятник Акопу Мегапарту
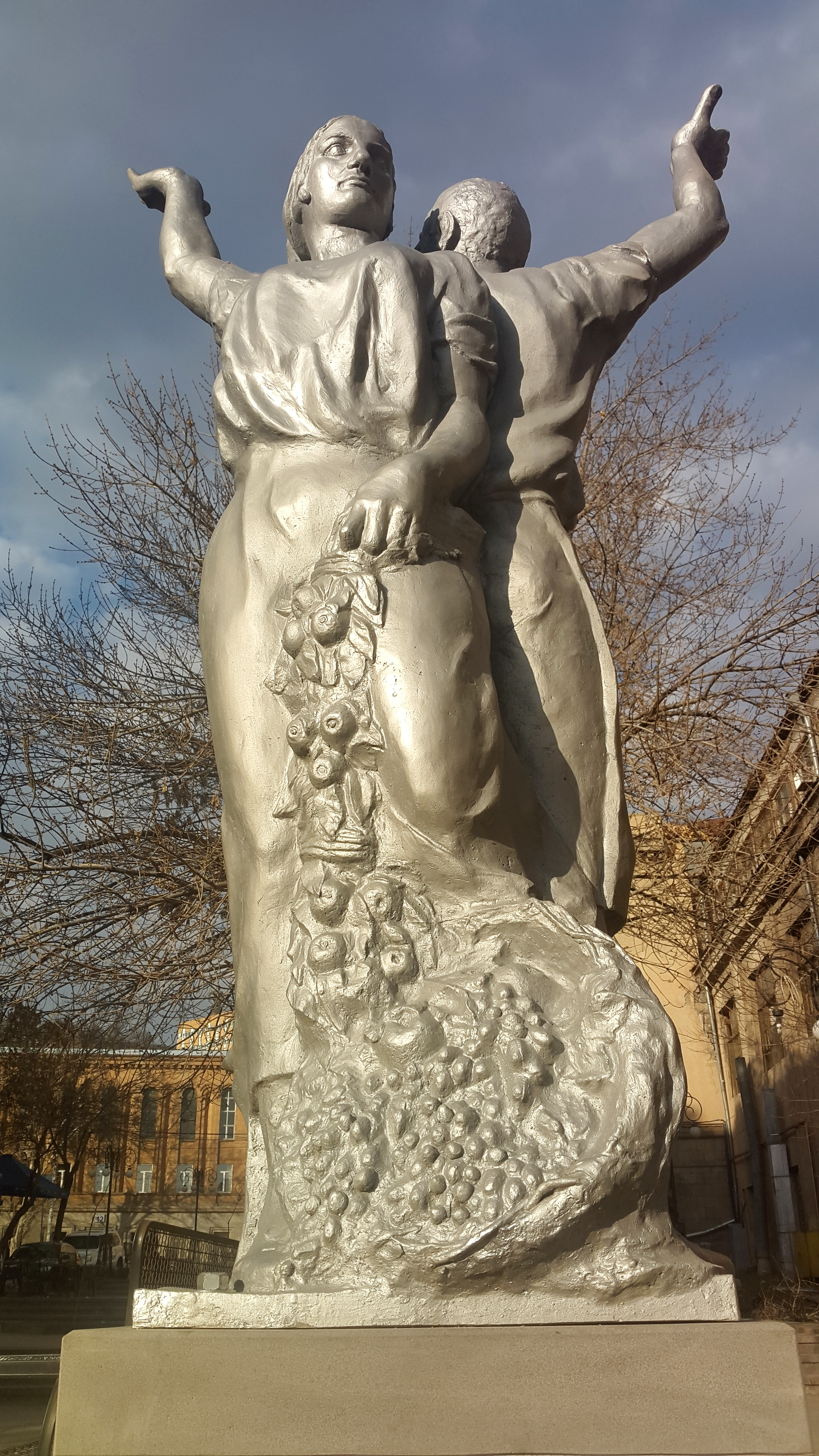
Статуя рабочего и колхозника в Московском парке Еревана